# Kolynos
Kolynos foi uma empresa e marca norte-americana de dentifrícios popularizada no Brasil. Foi adquirida pela Colgate-Palmolive no final da década de 1990.

## Empresa
A marca Kolynos, uma das mais célebres na área de cremes dentais no Brasil, surgiu nos Estados Unidos em 1908. Naquele ano, o dentista Neal Jenkins lançou sua fórmula, empregada em escala industrial pela Kolynos Company, baseada na cidade de New Haven, em Connecticut. O produto chegou ao Brasil em 1917, importado, e mais tarde ganhou fábrica no país devido ao sucesso das vendas. Quanto ao nome Kolynos, que se tornou líder da categoria, tudo indica que tem origem latina, em que "collino" significa untar com, friccionar, esfregar. O primeiro anúncio do Kolynos no Brasil apareceu na revista Selecta, no mesmo ano de 1917, e trazia o slogan "limpa os dentes e a escovinha também". Tão tradicional quanto a marca é a embalagem de Kolynos, que sempre manteve fidelidade ao verde e ao amarelo - ora mais pálidos, ora vibrantes.
Sua compra aconteceu em uma época em que o mercado brasileiro começava a ficar atraente, com sua abertura ao mercado exterior. A compra da Kolynos, feita pela Colgate-Palmolive, empresa norte-americana, envolveu uma transação de US$ 1,040 bilhão, em que US$ 760 milhões foram destinados ao mercado brasileiro.
Na época, protestos das concorrentes, principalmente a Procter & Gamble (P&G), grande interessada na compra, trouxeram à mídia uma série de discussões a respeito da lei antitrust e sobre a atuação do Conselho Administrativo de Defesa Econômica (CADE), conselho responsável por defender, dentre outras coisas, a competitividade da economia no Brasil.
A Procter & Gamble protestava com base na informação de que a união das duas companhias as tornariam detentoras de 52% do mercado de higiene e beleza. A Colgate, até então possuidora da marca de 27% do market share (participação no mercado), passaria a deter a maior parte: saltaria para uma marca de 79% do setor de higiene bucal, o que poderia ir completamente contra o estabelecimento de uma competição saudável.

## Marca (Kolynos)

Gráfico comparativo refletindo os resultados do Top of Mind entre 1991 e 2003: Permanência da marca Kolynos na ponta da língua dos consumidores mesmo após ter sido retirada das gôndolas dos supermercados

Kolynos é uma marca de pasta de dente muito famosa no Brasil, que foi extinta e substituída na fusão, pela então recém-criada Sorriso.
O creme dental Kolynos é um exemplo de como a construção da marca com o devido sucesso tem o poder de fixar na memória do consumidor um determinado produto. O processo envolve um trabalho de memorização da marca, com ações que englobam da embalagem ao caminhão.
Todos que a conheceram lembram da sua clássica embalagem amarela e da propaganda na televisão, dos merchandisings em programas como o Domingão do Faustão e nos intervalos comerciais de programas diversos nos mais diversos horários. O alvo destas propagandas eram os públicos AB.
A força desta marca era tão grande que apenas recentemente, em 2003, quando indagados por uma pesquisa, que tinha o objetivo de tabular as marcas mais lembradas na cabeça do consumidor (Top of Mind), a Kolynos perdeu a primeira posição para sua substituta, a Sorriso. Um fato incrível, já que desde 1997 a marca havia sido extinta.
O Top of Mind 2002 já sinalizava a alteração, com empate técnico entra as duas marcas, desempatadas pelo conceito de "awareness" (lembrança da marca), um dos itens que pontua esta pesquisa. Os dados da pesquisa mostravam uma marca de 32% de lembrança para a Sorriso e 30% para a Kolynos.
No ano seguinte, em 2003, a situação mudou completamente e ao serem perguntados que outras marcas lhe vinham à cabeça quando se fala em pasta de dente, 34% lembravam da Sorriso e 26% da Kolynos. Como curiosidade, percebe-se que a soma do ano anterior foi de 62%, e no ano seguinte 60%.
No Top of Mind de 2004, a Kolynos caiu mais cinco pontos para o patamar dos 21%. A Colgate subiu quatro pontos, para 28%, enquanto Close-Up e Gessy permaneceram com o mesmo índice, a primeira com 6% e a segunda com 2%. Novamente, nota-se uma queda na soma total: A soma das duas marcas (Sorriso e Kolynos) totalizando 49% contra os 62% do ano anterior.
Já no Top of Mind de 2005, a Kolynos permaneceu no patamar de 21% e sua substituta, Sorriso, perdeu espaço para a Colgate, sendo a primeira com 28% e a segunda com 35%. A soma das duas marcas (Sorriso e Kolynos) neste ano foi novamente de 49%.